# Paxos
Paxos nebo Paxi (řecky Παξοί) je malý ostrov v Jónském souostroví.

## Obyvatelstvo
V obci žilo v roce 2011 2300 obyvatel. Obec Paxos se nečlení na obecní jednotky a člení se rovnou na čtyři komunity, které se dále skládají z jednotlivých sídel, tj. měst a vesnic. V závorkách je uveden počet obyvatel obecních jednotek a komunit.
- Komunita Gaios (1196) – sídla: Bogdanátika (135), Gáios (498), Ieromónachos (28), Katsimátika (4), Makrátika (149), Oziás (196), Velianitátika (64), Vlachopoulátika (102), obydlený ostrov Antipaxos (20) a neobydlený ostrov Panagía.
- Komunita Lakka (446) – sídla: Apergátika (105), Aronátika (22), Dalietátika (41), Grammatikaíika (12), Lákka (147), Mastorátika (41), Mounkelátika (33), Petrátika (45).
- Komunita Loggos (298) – sídla: Anemogiannátika (24), Dendiátika (46), Kankátika (44), Kontogiannátika (67), Koútsion (36), Longós (81).
- Komunita Magaziá (360) – sídla: Arvanitakaíika (59), Boïkátika (30), Kourtaíika (30), Magaziá (91), Manesátika (51), Plátanos (99).

## Historie
Pravděpodobně byl ostrov osídlen již v pravěku, za první obyvatele jsou tradičně považováni Féničané. Předpokládá se, že jméno pochází z fénického Pax, což znamená lichoběžníkový. Ostrov je znám bitvou u Paxu, námořním střetnutím mezi řeckou a illyrskou flotilou během první illyrské války v roce 229 př. n. l., které zaznamenal Polybios.
Od druhého století př. n. l. ovládali ostrov Římané. Poté, co se vystřídali nejrůznější vládci, mezi kterými byli i Křižáci, ovládli ostrov na konci 14. století Benátčané.
Během napoleonských válek se na Jónském souostroví vystřídal vliv Francie a rusko-tureckých spojenců. V roce 1815 se Velká Británie stala protektorem Spojených států Jónských ostrovů. V roce 1864 se Paxos, spolu s dalšími Jónskými ostrovy, stal součástí Řecka.